# Roman Żurek
Roman Andrzej Żurek (ur. 11 sierpnia 1975 w Jeleniej Górze) – polski artysta kabaretowy, założyciel, autor skeczów i aktor kabaretu Neo-Nówka. Z wykształcenia historyk.

## Życiorys
Urodził się 11 sierpnia 1975 w Jeleniej Górze, dorastał w Świerzawie. Jest synem Bernardyny i Tadeusza Żurków. Od czasów studenckich mieszka we Wrocławiu. Ukończył studia historyczne, a na piątym roku rozpoczął studia na drugim kierunku – psychologii – ale później z nich zrezygnował. Po studiach ukończył półroczną szkołę podchorążych. W trakcie studiów podjął służbę wojskową, jest żołnierzem rezerwy w stopniu podporucznika.
W latach 2002–2006 pracował jako nauczyciel historii i wiedzy o społeczeństwie w IX Liceum Ogólnokształcącym im. Juliusza Słowackiego we Wrocławiu oraz w Gimnazjum Gminnym w Sobótce, niedaleko Wrocławia. Pracę nauczycielską przerwał w październiku 2006 z powodu braku możliwości pogodzenia pracy z działalnością kabaretową.

## Kreacje

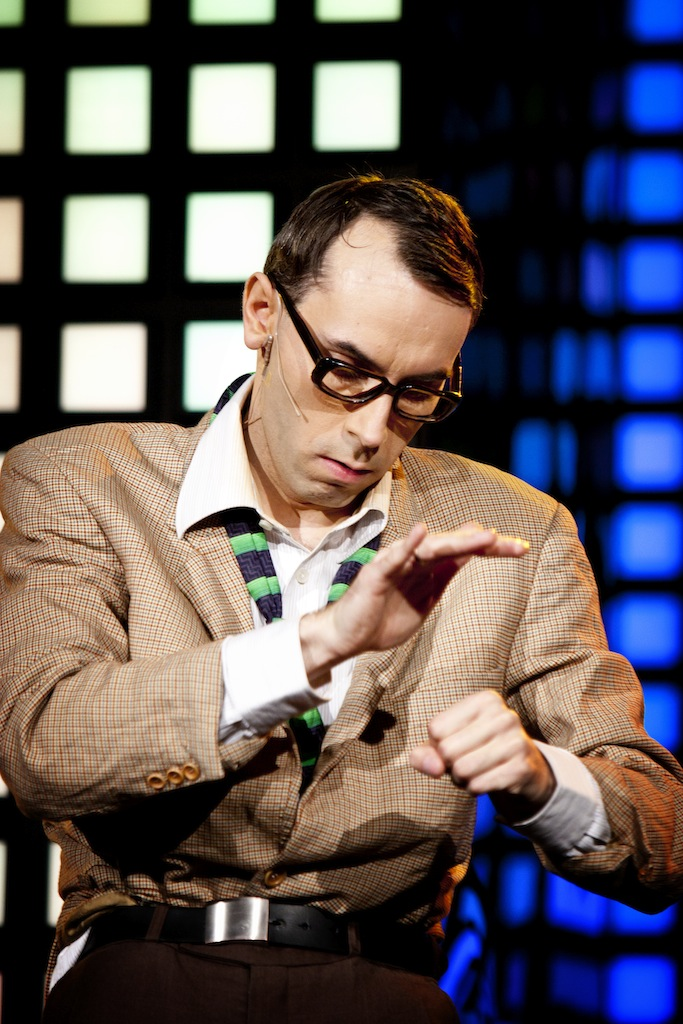
Roman Żurek podczas występu (2010)

Najbardziej charakterystycznymi jego rolami kabaretowymi są kreacje pani Janiny (słuchaczki Radia Maryja noszącej moherowy beret), Wandzi z charakterystyczną torebką zrobioną z paska przyczepionego do kwiecistej reklamówki, złomiarza Heńka, Mietka Paciaciaka, świętego Piotra i Lucyfera.
Występował w improwizowanym serialu Spadkobiercy i wcielał się w postać Wujka Złomka w serialu kabaretowym Rodzina Trendych w TVP2.

## Życie prywatne
Żonaty, ma dwoje dzieci: córkę i syna.